# Echigo (nizina)
Nizina Echigo (jap. 越後平野 Echigo-heiya) – nizina w Japonii, w północno-zachodniej części wyspy Honsiu (Honshū). 

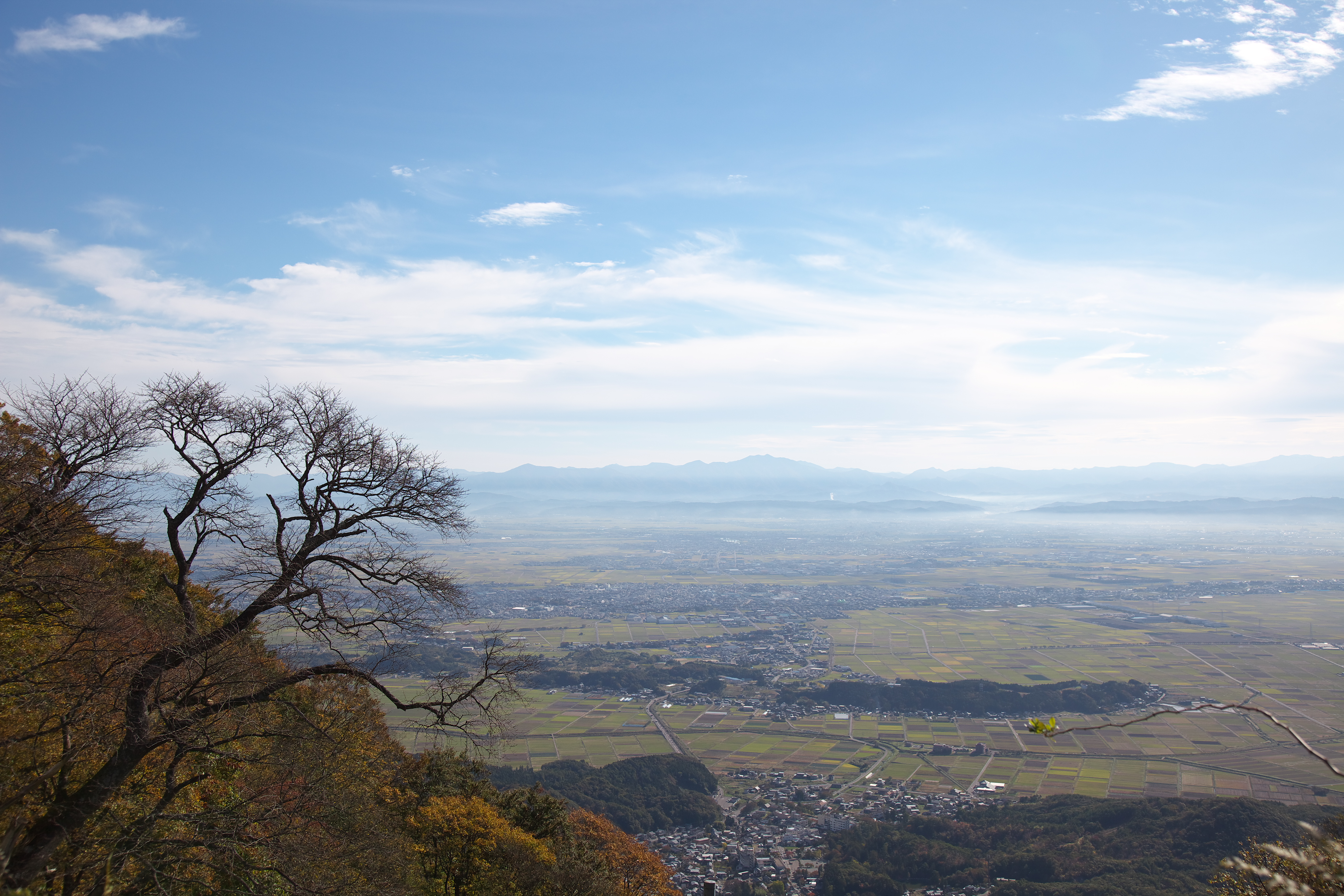
Nizina Echigo widziana ze szczytu góry Yahiko (638 m n.p.m.)

Rozciąga się wzdłuż wybrzeży Morza Japońskiego na długości ok. 150 km i szerokości do 35 km. Zbudowana jest głównie z aluwiów naniesionych przez rzekę Shinano i osadów morskich. Średnia roczna suma opadów wynosi 1500–2000 mm; w okresie zimowym występują obfite opady śniegu. 
Na nizinie znajdują się złoża ropy naftowej i gazu ziemnego. Teren wykorzystany rolniczo: uprawy ryżu, warzyw, roślin z rodziny dyniowatych. Głównymi miastami na nizinie są Niigata oraz Nagaoka.